# Miriam Eshkol
Pour les articles homonymes, voir Eshkol.
Miriam Eshkol (en hébreu : מרים אשכול) (née Miriam Zelikowitz en 6 janvier 1929 et morte le 26 novembre 2016 à Jérusalem (Israël)) est l'épouse du Premier ministre d'Israël, Levi Eshkol au pouvoir de 1964 à 1969.

## Biographie
Miriam Eshkol (née Zelikowitz) est née à Bacău en Roumanie, elle émigre avec ses parents en Palestine mandataire en 1930 alors qu'elle est âgée d'un an.